# Giovanni Colonna (Kardinal, um 1170)

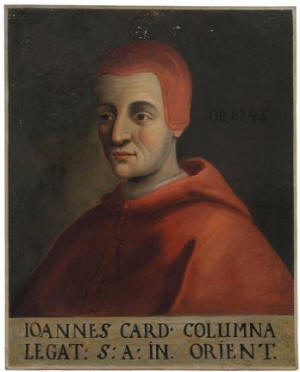
Kardinal Giovanni Colonna (der Jüngere)

Giovanni Colonna (* um 1170; † 28. Januar 1245) war ein italienischer Kardinal der römisch-katholischen Kirche im 13. Jahrhundert. Er stammte aus der alten römischen Familie Colonna. Er wird gelegentlich auch „der Jüngere“ genannt in Unterscheidung zu Kardinal Giovanni di San Paolo († um 1214), welcher häufig mit der Colonna-Familie verwandtschaftlich in Verbindung gebracht wird.

## Leben
Colonna wurde am 27. Mai 1206 von Papst Innozenz III. zum Kardinaldiakon von Santi Cosma e Damiano erhoben und dann (wahrscheinlich am 18. Februar 1217) von Honorius III. Kardinalpriester von Santa Prassede promoviert. 1216 stiftete er ein Krankenhaus am Lateran und nahm im Juli des Jahres an der Wahl von Cencio Savelli zum Papst Honorius III. teil. Im April 1217 krönte der Papst in Rom den französischen Adligen Peter von Courtenay zum Kaiser des lateinischen Reichs von Konstantinopel. Colonna wurde dazu zum päpstlichen Legaten für das Kaiserreich bestimmt und begleitete darauf den Kaiser auf seine Reise nach Konstantinopel. Auf venezianischen Schiffen setzten sie über die Adria nach Epirus über, wo Kaiser Peter die Belagerung von Durazzo aufnahm, diese aber bald aufgeben musste. Dadurch hatten sie sich allerdings den byzantinischen Despoten von Epirus, Theodoros I. Angelos, zum Feind gemacht, von dem sie auf ihrer weiteren Landreise überrascht und gefangen genommen wurden. Auf diplomatischen Druck des Papstes hin wurde Colonna bald freigelassen; Kaiser Peter aber starb hingegen in der Gefangenschaft.
Colonna konnte nach Konstantinopel weiterreisen, wo er spätestens im Frühjahr 1220 nach dem Tod von Conon de Béthune die Regentschaft des Kaiserreichs übernahm. Zusammen mit dem Patriarchen Gervasius führte er die Organisation der lateinischen Kirchenhierarchie im wenige Jahre zuvor von den Kreuzrittern des vierten Kreuzzuges eroberten byzantinisch-griechischen Raum voran. Dabei sprach er unter anderem die Exkommunikation des Großherrn von Athen, Otto de la Roche, aus und belegte dessen Land mit dem Interdikt. Im März 1221 traf Robert von Courtenay, der Sohn Peters, in Konstantinopel ein und wurde von Patriarch Matthäus zum Kaiser gekrönt.

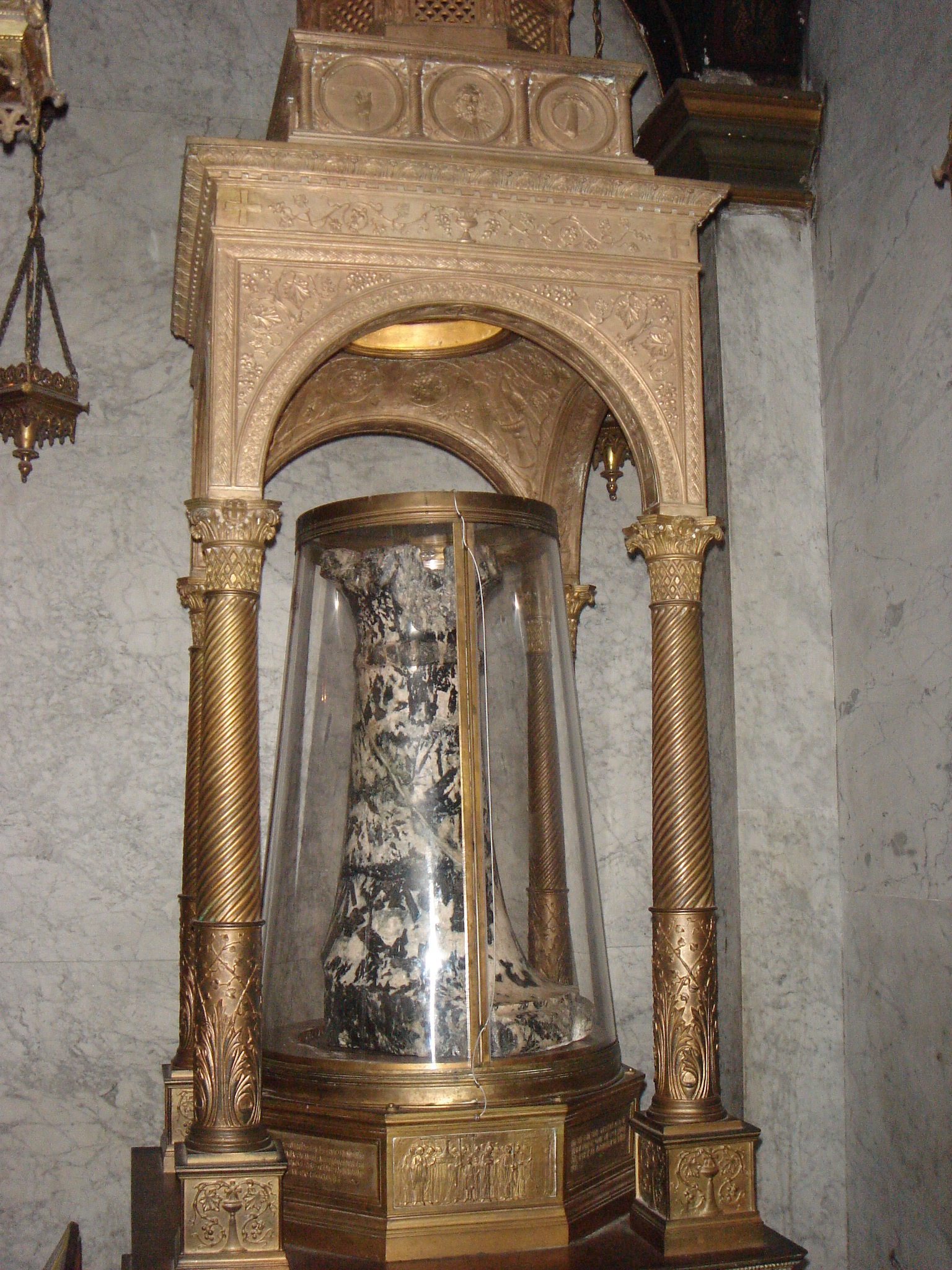
Die Geißelungssäule Christi in der Zeno-Kapelle von Santa Prassede, Rom.

Colonna kehrte erst 1223 nach Rom zurück. Mit sich führte er einen Stein aus Jaspismarmor, welcher angeblich aus dem Praetorium des Pontius Pilatus in Jerusalem stammte und ein Teil jener Säule ist, an der Jesus Christus gegeißelt wurde. In der Zeno-Kapelle von Santa Prassede fand Colonna einen Platz für diese Reliquie, die das Prestige der Colonnesi bedeutend erhöhte. Einer Legende nach gelangte Colonna nach einem Abenteuer im heiligen Land in den Besitz der Geißelungssäule. So habe er 1219 am Kreuzzug von Damiette teilgenommen und sei bei den Kämpfen vor der ägyptischen Hafenstadt in die Gefangenschaft der Sarazenen geraten. Von ihnen wurde er nach Jerusalem gebracht, wo er gevierteilt werden sollte. Als seine Henker zu Werk gehen wollten wurde er aber von einem hell leuchtenden Nimbus umgeben, worauf die Ungläubigen aus Ehrfurcht von der Hinrichtung absahen. Neben der Freiheit gaben sie Colonna die Geißelungssäule zum Geschenk, die ihm sogleich bei der Schiffsreise zurück nach Rom in einem Sturm das Leben rettete. Der Wahrheitsgehalt dieser Geschichte wie auch die Echtheit der Säule (ital.: Colonna) sind letztlich zweifelhaft, wahrscheinlich ist die Säule tatsächlich das Fragment einer antiken Balustrade.
An der Wahl Ugolinos dei Conti di Segni zum Papst Gregor IX. am 19. März 1227 nahm Colonna nicht teil, weil er in Spoleto als päpstlicher Rektor wirkte. In den folgenden Jahren nahm er im Konflikt der Kirche gegen Kaiser Friedrich II. eine eher gemäßigte Haltung ein und versuchte dabei mehrfach zu vermitteln. Im Sommer 1240 handelte er einen Waffenstillstand zwischen Papst und Kaiser aus, den allerdings der Papst schon bald wieder aufkündigte. Dadurch in seiner persönlichen Ehre verletzt trat Colonna im Frühjahr 1241 offen auf die Seite des Kaisers über, womit er eine lang andauernde ghibellinische Tradition der Colonnesi begründete. Zusammen mit seinem Neffen Oddone Colonna, der als Senator Roms amtierte, verfügte er über eine starke Position in Rom und bereitete die Stadt für einen Einmarsch des Kaisers vor, der zu diesem Zeitpunkt bereits das Umland durchzog, indem er unter anderem das Augustusmausoleum befestigen ließ. Doch am 22. August 1241 starb Papst Gregor IX., worauf Kaiser Friedrich II. auf einen Einzug in Rom verzichtete. Die Kontrolle in der Stadt übernahm nun die guelfische Partei unter dem Senator Matteo Rosso Orsini, von dem Colonna in einen Kerker gesperrt wurde. Aus dieser Gefangenschaft wurde er allerdings im Frühjahr 1243 wieder freigelassen, so dass er noch am Konklave von Anagni teilnehmen konnte, wo am 25. Juni 1243 der Genuese Sinibaldo Fiesco zum Papst Innozenz IV. gewählt wurde.